# مادام دالنوی
ماری-کاترین لو ژومل دو بارنویل، بارونس دالنوی (فرانسوی: Marie-Catherine Le Jumel de Barneville, baronne d’Aulnoy‎) (متولد ۱۶۵۰/۱۶۵۱ - درگذشت ۱۴ ژانویه ۱۷۰۵) که به نام مادام دالنوی نیز شناخته می‌شود، نویسندهٔ فرانسوی قرن هفدهم و از نخستین خالقان و نویسندگان «قصه‌های پریان» به معنای امروزی آن است. او در سال ۱۶۹۷ مجموعه‌ای از داستان‌ها به نام قصه‌های پریان (فرانسوی: Les Contes des Fées‎) منتشر کرد که عنوان ژانر "قصه‌های پریان" را رایج ساخت. او نخستین کسی بود که از شخصیت «شاهزادهٔ افسونگر» (Prince Charmant) در قصه‌ها نام برد.

## زندگی‌نامه
مادام دولنوا در خانواده‌ای اشرافی در شهر بارنهویل لا برتران در منطقهٔ نرماندی فرانسه زاده شد. در ۱۵ سالگی، به خواست پدرش با فرانسوا دولاموت، بارون دولنوا، که ۳۰ سال از او بزرگ‌تر بود، ازدواج کرد. بارون مردی بی‌اعتقاد و قمارباز بود. در سال ۱۶۶۹، او به خیانت علیه پادشاه متهم شد—اتهامی که گفته می‌شود توسط دو مرد مطرح شد که از معشوقه‌های مادام دولنوا و مادرش بودند. این ماجرا به زندانی شدن سه‌سالهٔ بارون در باستیل انجامید، ولی او نهایتاً بی‌گناه شناخته شد و اتهام‌زنندگان اعدام شدند.
مادام دولنوا از دست پلیس گریخت و مدتی در کشورهای اسپانیا، هلند و انگلستان به جاسوسی مشغول بود و سپس به پاریس بازگشت. او در خیابان سن-بنو خانه‌ای داشت که در آن محفل‌های ادبی (سالون) برگزار می‌کرد و میزبان اشراف و نویسندگان برجستهٔ دوران بود. او به عضویت آکادمی ادبی پادووایی درآمد و به نام «کلیو»، الههٔ تاریخ، شناخته شد.

## فعالیت ادبی
مادام دولنوا دوازده کتاب منتشر کرد که شامل داستان‌های تاریخی، سفرنامه‌ها و مجموعه‌داستان‌های پریان می‌شود. آثار او اغلب از منظر زنان روایت می‌شدند و در آن‌ها عناصر خیال، جادو، حیوانات سخنگو و عشقِ رمانتیک با زبانی آراسته و آمیخته با طنز دیده می‌شود. برخلاف قصه‌های برادران گریم، داستان‌های او برای کودکان مناسب نبودند و بیشتر به‌شیوهٔ ادبی سالون‌های اشرافی نوشته شده بودند.

## قصه‌های پریان
مهم‌ترین و معروف‌ترین اثر او، قصه‌های پریان (۱۶۹۷) است که داستان‌های زیادی را شامل می‌شود و بسیاری از آن‌ها به داستان‌های کلاسیک ادبیات کودک تبدیل شده‌اند. از جمله این داستان‌ها می‌توان به موارد زیر اشاره کرد:
- دختر زیباروی موطلایی (La Belle aux cheveux d’or)
- پرندهٔ آبی (L’Oiseau bleu)
- گربهٔ سفید (La Chatte Blanche)
- قورباغهٔ نیکوکار (La Grenouille bienfaisante)
- شاهزادهٔ مارکاسین (Le Prince Marcassin)
- سرپنتین سبز (Serpentin vert)
- رزته، شاهدخت گل‌ها (La Princesse Rosette)
- فرانچسین زرین‌شاخ (Le Rameau d’Or)
- موش کوچک خوب (La Bonne Petite Souris)

## تأثیر و جایگاه ادبی
داستان‌های مادام دولنوا تأثیر عمیقی بر نویسندگان بعدی، به‌ویژه، برادران گریم گذاشت. پژوهشگران بسیاری از شباهت داستان‌های او با روایت‌های شفاهی فولکلور خبر داده‌اند و معتقدند که او با سنت عامیانهٔ شفاهی یا بازنویسی‌های ادبی آن آشنا بوده‌است.
داستان‌های او همچون «گربهٔ سفید» و «شاهزادهٔ قورباغه» به عنوان نمونه‌های معروف داستان‌های عروس حیوانی (Animal Bride) یا داماد حیوانی (Animal as Bridegroom) در فهرست جهانی افسانه‌ها (نمایه آآرنه-تامپسون-اوتر) طبقه‌بندی شده‌اند.

## خانواده
او شش فرزند داشت، که برخی از آن‌ها پس از جدایی از همسرش به دنیا آمدند. مشهورترین فرزندان او ماری-آن، ژودیت-آنریته و ترز-آیمه بودند که همگی در ازدواج‌های اشرافی وارد شدند. یکی از دخترانش در مادرید با یک اشراف‌زادهٔ ایتالیایی ازدواج کرد.

## آثار منتخب
- احساسات روحی توبه‌کار (Sentiments d'une âme pénitente)
- بازگشت روح به خدا (Le Retour d'une âme à Dieu)
- تاریخ ایپولیت، کنت داگلاس
- تاریخ ژان دو بوربون، شاهزادهٔ کارانسی
- خاطرات دربار اسپانیا (Memoires de la cour d’Espagne)
- خاطرات دربار انگلستان (Memoires de la cour d’Angleterre)
- قصه‌های پریان (Les Contes des Fées) – ۱۶۹۷
- قصه‌های نوین، یا پریان مد روز (Contes Nouveaux ou Les Fées à la Mode) – ۱۶۹۸

## در ادبیات انگلیسی
در انگلستان، آثار مادام دولنوا تحت نام مستعار «مادر بانچ» (Mother Bunch) شناخته شد و اغلب با ساده‌سازی و سانسور منتشر شدند. با این حال، بسیاری از قصه‌های او به زبان‌های مختلف ترجمه شدند و در دوران بعد، محبوبیت گسترده‌ای در میان نویسندگان و خوانندگان ادبیات کودک و فانتزی یافتند.